# 圓肛康吉鰻
圓肛康吉鰻（學名：Conger orbignianus），又稱圓肛糯鰻，是輻鰭魚綱鰻形目康吉鳗科康吉鳗属的其中一種，廣泛分佈於西大西洋巴西里約熱內盧到阿根廷北部布宜諾斯艾利斯地區，在東大西洋，僅以幼魚形式發現於幾內亞灣南部的赤道幾內亞安諾本至安哥拉莫薩梅德斯海域，深度約10公尺，體長可達112公分，棲息在大陸棚淺水域，為底棲性魚類，以魚類、甲殼類、軟體動物為食，生活習性不明，可作為食用魚。